# Турісбеков Заутбек Каусбекович
Заутбек Каусбекович Турісбеков (15 грудня 1951, с. Састобе, Тюлькубаський район, Південно-Казахстанська область, Казахська РСР, СРСР) — казахстанський державний діяч і дипломат. Міністр внутрішніх справ Казахстану в 2003-2005. Надзвичайний і Повноважний Посол Республіки Казахстан в Україні (2012-2015).

## Біографія
Народився 15 грудня 1951 року в селищі Саз-Тюбе Тюлькубасского району Південно-Казахстанської області. 
У 1973 році закінчив Казахський хіміко-технологічний інститут, за фахом інженер-хімік-технолог. Кандидат економічних наук.
З 1973 року викладав Казахському хіміко-технологічному інституті за сумісництвом виконуючи обов'язки секретаря комітету комсомолу інституту.
У 1977 році стає головою БММТ «Супутник» Чімкентского обкому ЛКСМ Казахстану.
У 1979-1980 рр. - займає посаду Першого секретаря Тюлькубасского ЛКСМ Казахстану.
У 1980-1985 рр. - Другий секретар Тюлькубасского райкому партії.
У 1985 році заочно закінчує Алма-Атинська вищу партійну школу.
У 1985-1990 рр. - Голова Тюлькубасского районного виконавчого комітету Ради народних депутатів.
У 1990-1992 рр. - Перший секретар Тюлькубасского райкому партії, голова райради, а згодом Глава Тюлькубаської районної адміністрації.
У 1992-1993 - Начальник облсільгоспуправління - заступник голови Південно-Казахстанської обласної адміністрації.
З травня по грудень 1993 року - Перший заступник голови Південно-Казахстанської обласної адміністрації.
З липня 1993 року Депутат Верховної Ради Республіки Казахстан XII скликання.
З грудня 1993 по грудень 1997 - аким Південно-Казахстанської області.
З грудня 1997 по січень 1999 - Голова Агентства з міграції і демографії Республіки Казахстан.
У січні 1999 року займає посаду заступника Керівника Адміністрації Президента Республіки Казахстан - завідувача організаційно-контрольним відділом.
У серпні 2000 року призначається головою Агентства Республіки Казахстан у справах державної служби.
12 грудня 2003 року Указами Президента Республіки Казахстан призначений Міністром внутрішніх справ Казахстану.
14 жовтня 2005 року знову очолив Агентства у справах державної служби.

## Дипломатична служба
З 14 листопада 2007 по 14 серпня 2009 року — Надзвичайний і Повноважний Посол Республіки Казахстан в Узбекистані.
З 14 серпня 2009 по 25 квітня 2012 року — Надзвичайний і Повноважний Посол Республіки Казахстан в РФ.
25 квітня 2012 року Указом Президента Казахстану призначений Надзвичайним і Повноважним Послом Казахстану в Україні.
02.07.2012 — вручив вірчі грамоти Президенту України Віктору Януковичу.
28.11.2012 року Указом Президента Казахстану призначений Надзвичайним і Повноважним Послом Казахстану в Республіці Молдова за сумісництвом.
25.12.2015 року Указом Президента Казахстану звільнений від посади Надзвичайного і Повноважного Посла Казахстану в Україні у зв'язку з досягненням пенсійного віку.

## Нагороди та відзнаки
- Орден Курмет (2003)[5]
- Медаль «Қазақстан Республикасының тәуелсіздігіне 10 жыл» (2001)
- Медаль «Қазақстан Конституциясына 10 жыл» (2005)
- Медаль «Қазақстан Парламентіне 10 жыл» (2006)
- Медаль «Астананың 10 жылдығы» (2008)
- Вдячність Президента РК (2010).
- Почесний громадянин Південно-Казахстанської області